# ويليام بي تومسون
ويليام بي تومسون (بالإنجليزية: William P. Thompson)‏ هو عسكري أمريكي، ولد في 11 يناير 1844، وتوفي في 7 أكتوبر 1864.